# (12734) Haruna
(12734) Haruna (1991 UF3) – planetoida z pasa głównego asteroid okrążająca Słońce w ciągu 3,76 lat w średniej odległości 2,42 j.a. Odkryta 29 października 1991 roku.